# Refrigerantes Marajá
Refrigerantes Marajá é uma empresa brasileira fabricante e comerciante de refrigerantes, sucos, energéticos e água mineral sediada em Várzea Grande no estado de Mato Grosso. Fundada em 1963 no município de Rondonópolis por Djalma Pimenta como Indústria de Bebidas Marajá Ltda. em 1982 era pertencente a um grupo de empresários liderado por Felipe Brüehmüeller e seu filho Cláudio Brüehmüeller.
Atualmente de controle familiar, distribui seus produtos a diversos estados das regiões centro oeste e região norte do Brasil e exporta a alguns países da América do Sul como o Paraguai e principalmente para a Bolívia.

## História

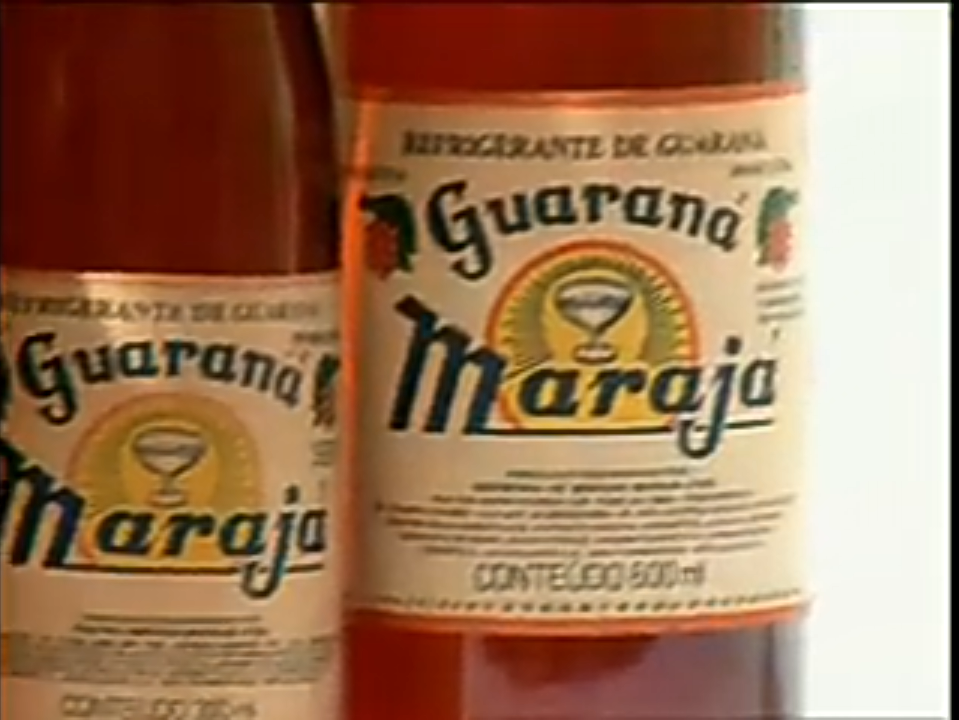
Rótulo do Guaraná Marajá em 1964, primeiro produto da empresa.

Fundada em 23 de agosto de 1963 por Djalma Pimenta com o nome de Industria de bebidas Alves Pimenta & Cia, localizada no bairro com o nome "Marajá" na cidade de Rondonópolis no estado de Mato Grosso, em 1964 a indústria iniciou suas operações com a produção e a comercialização de refrigerante de guaraná da marca Marajá.
Em 1968 a empresa muda a sua razão social para Indústria de Bebidas Marajá Ltda.
Em 1982, Djalma Pimenta vende a indústria e é iniciada o processo de expansão, com a implantação de uma revenda filiada a sede em Rondonópolis, na cidade de Várzea Grande na Região Metropolitana de Cuiabá e inaugurando em 8 de fevereiro de 1982 por uma equipe formada por 3 ajudantes, 3 motoristas e 3 caminhões para o sistema de pronta entrega na região, lideradas pelo representante comercial Felipe Brüehmüeller e seu filho Cláudio Brüehmüeller.
Em 1984 a revenda em Várzea Grande contava com 12 caminhões que atendia Cuiabá e sua região metropolitana e  um portfólio de produtos em garrafa de vidro com 200 ml e 300 ml em sabores de guaraná, laranja e limão.
Em março de 1986 a Marajá inicia o processo de engarrafamento em Várzea Grande, a nova matriz passou a contar com uma linha de produção de vidro automática, com autonomia para envase de 3,6 mil garrafas por hora.
No ano de 1998, a Refrigerantes Marajá constrói a sua nova indústria em Várzea Grande, numa área de 50 mil metros quadrados por 12 mil metros quadrados de área construída e com uma produção de 40 mil litros de refrigerantes.
Em 2005 a empresa muda a sua formação jurídica, antes era uma sociedade limitada e no ano passou a ser uma sociedade anônima e muda a sua razão social para Refrigerantes Marajá S.A.
Em 2008 lança o refrigerante Ice Cola, uma marca para acender a concorrência no segmento de refrigerante de cola, com outras do gênero. No mesmo ano a empresa lança o sabor de guaraná com açaí em 2 litros, 1,5 litros e 500 militros (ml) em lata.
Em 2015 ocorre a injeção de aproximadamente R$ 5 milhões de reais em novas ações, nesse período foi implantado a produção de suco engarrafado na planta de Várzea Grande.
Em 2022 inaugura seu centro de distribuição em Rondonópolis, o novo centro de distribuição irá atender cidades das regiões sul e sudeste de Mato Grosso como Guiratinga, Jaciara, Campo Verde, São Pedro da Cipa, Juscimeira, Itiquira, Pedra Preta, Alto Garças, Alto Araguaia e ao distrito de Ouro Branco com produtos da empresa.

## Produtos

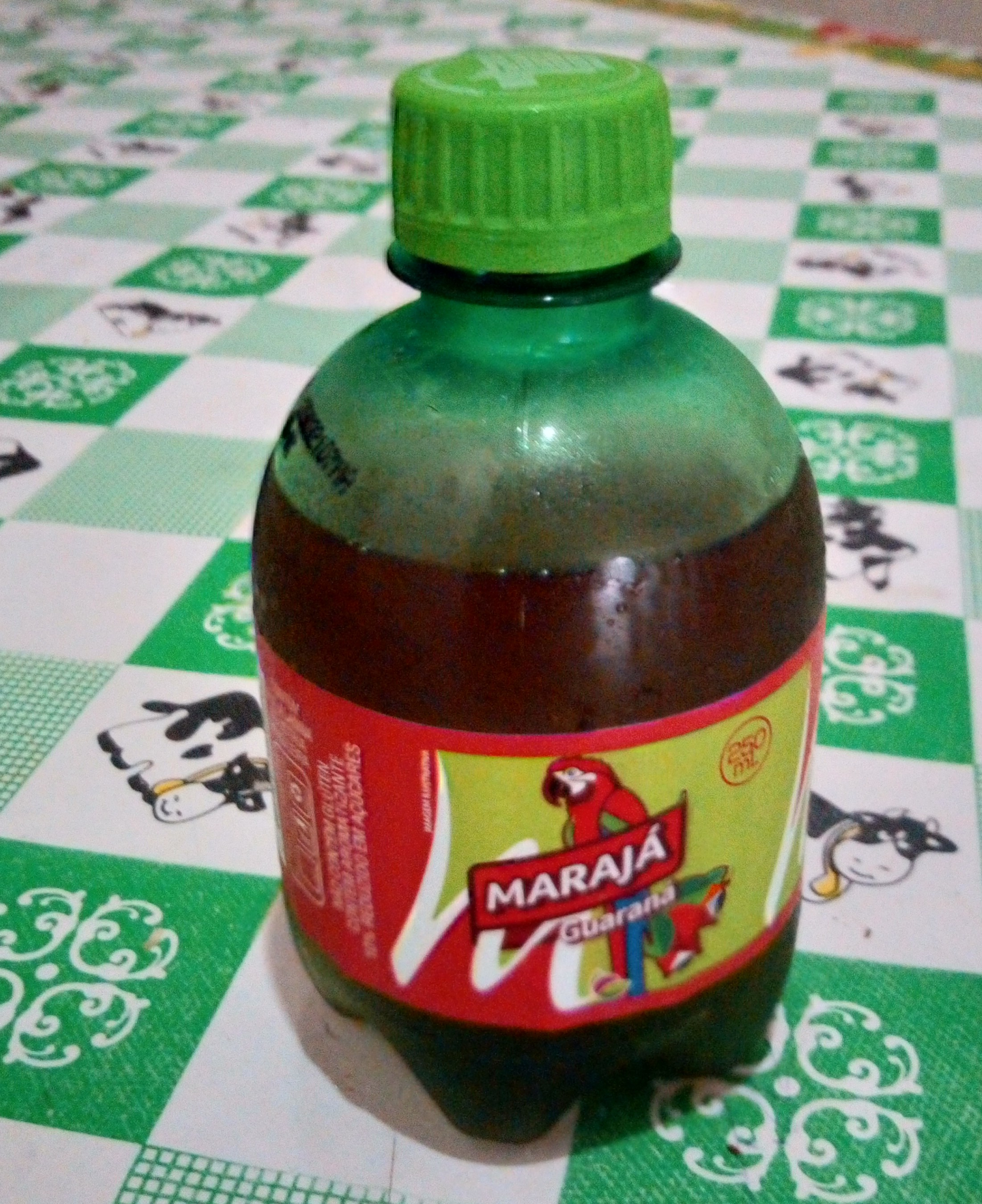
Guaraná Marajá, principal produto da empresa

A Refrigerantes Marajá possui em sua linha de produtos:
- Refrigerantes: Marajá (guaraná, guaraná com açaí, laranja, limão, citrus), Kitubaína, Ice Cola, Cuiabá (guaraná, cola), Refree (guaraná, laranja).
- Refrigerantes light: Marajá Guaraná Zero.
- Suco de frutas: Nino
- Água mineral: Marajá (com e sem gás)
- Energéticos: Infinit

## Atuação

### Presença regional e nacional

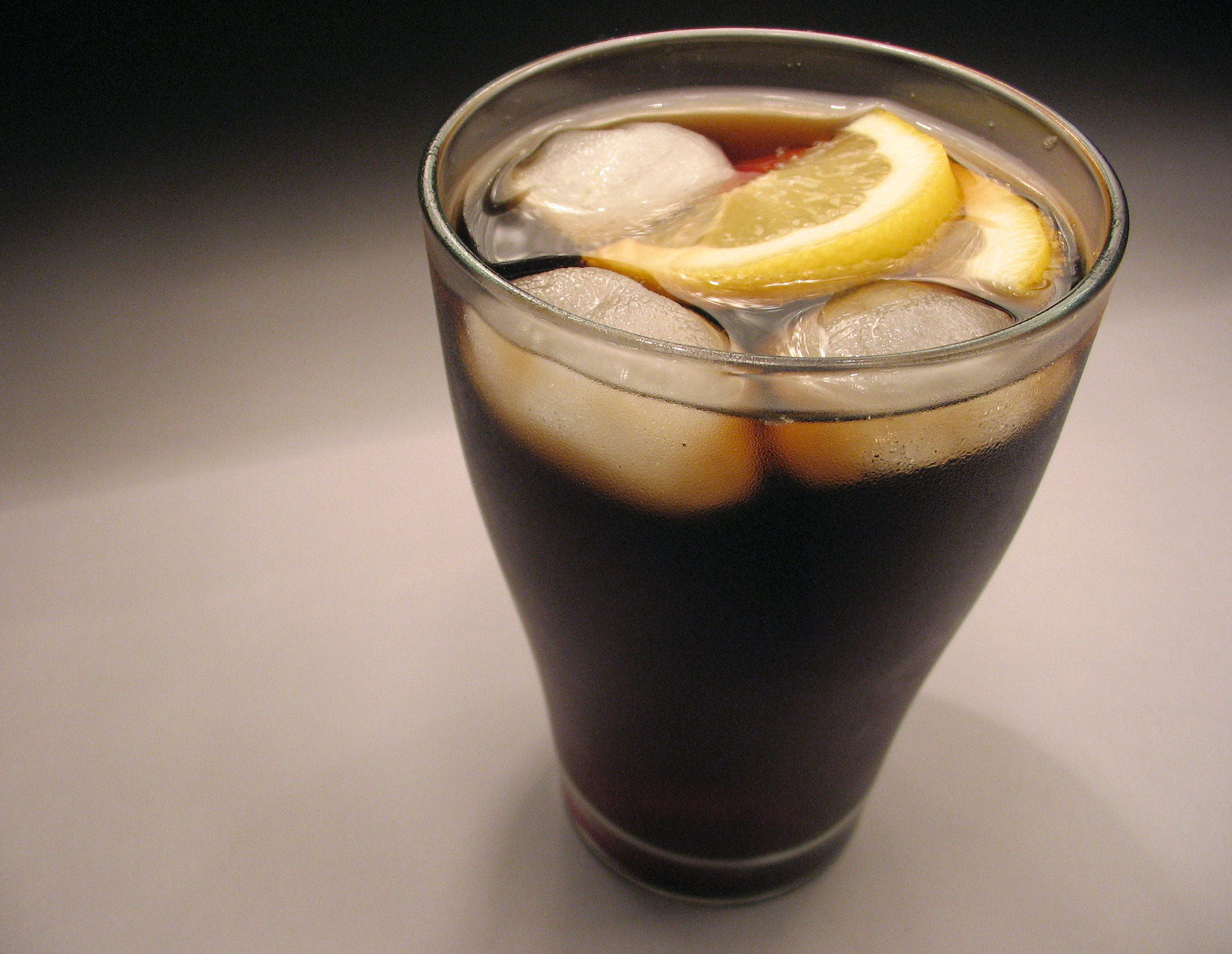
Ice Cola: refrigerante de cola lançado pela empresa como concorrente a outras marcas de seu segmento no pais

Instalada em uma área de 50 mil metros quadrados, sendo 20 mil metros quadrados de área construída, sua planta industrial localizada em Várzea Grande na Região Metropolitana de Cuiabá é responsável pela produção e distribuição de seus produtos a diversos estados das regiõescentro oeste como Mato Grosso do Sul, Goiás, Distrito Federal e estados da região norte como Amazonas, Pará, Acre e Rondônia.
Em Mato Grosso a empresa conta com uma rede de 42 distribuidores, somados são responsáveis por atender a 20 mil pontos de venda, sendo 40% na região metropolitana de Cuiabá e 60% para o restante do estado e detendo 20% do mercado de refrigerantes, estão entre os seus principais produtos, refrigerante pet 2 litros que concentra 70% das vendas. O sabor mais vendido é o guaraná, com 35% da preferência dos consumidores, seguido do refrigerante cola 25% e laranja, 13%.

### Presença internacional
A empresa é a maior  exportadora de bebidas de Mato Grosso, seus produtos são vendidos a países da América do Sul como a Bolívia que compra 20 mil caixas de bebidas por mês e também ao Paraguai, favorecida pela sua localização geográfica com o estado de Mato Grosso.
A exportação é estendida a países da América do Norte como Estados Unidos e estabelecendo negociações com África, Itália e a França. O valor exportado pela empresa chega à ordem de US$ 200 mil dólares.

## Programas sociais

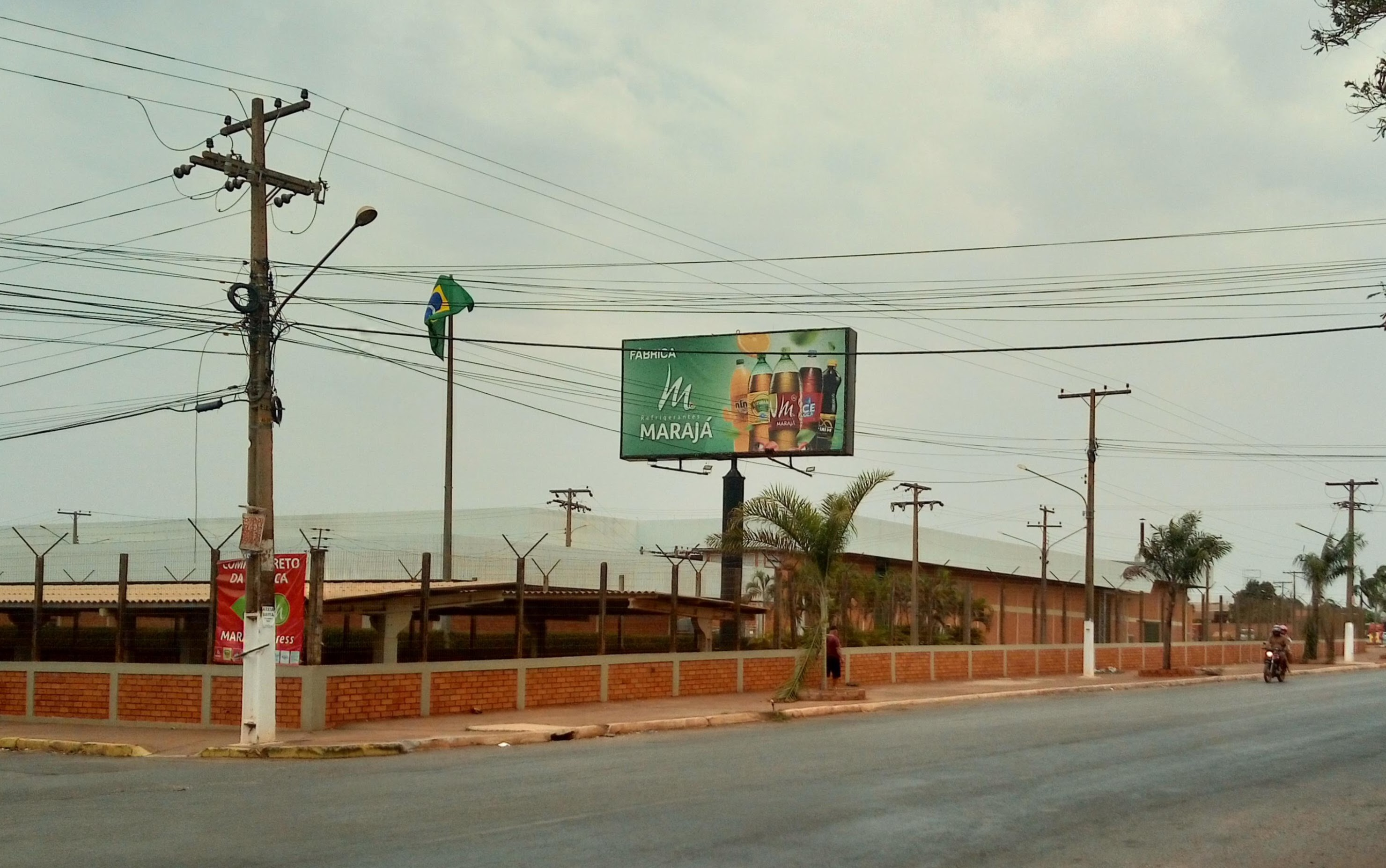
Sede da Refrigerantes Marajá em Várzea Grande na Região Metropolitana de Cuiabá.

Em junho de 2004 a Refrigerantes Marajá inaugurou em parceria com a Setecs, ONG Sara nossa terra, Banco do Brasil e a operadora de telefonia Oi, o primeiro centro de inclusão digital de Mato Grosso, a empresa conta também com uma unidade da Biblioteca "Industria do Conhecimento" onde atende moradores de bairros vizinhos a sua matriz.
Por meio de programas ambientais é realizada em parceria com a Ong Ecotropica diversos projetos de despoluição do Pantanal mato-grossense como os projetos Rio Cuiabá + Limpo tem como finalidade desenvolver atividades de conservação do Rio Cuiabá, nos esportes se realiza o programa Atletas do Futuro onde visa incentivar 300 jovens com praticas esportiva. A empresa realiza no mês comemorativo  ao seu aniversário o evento "Marajá em Ação", realizado desde 2014, o projeto tem como foco o mutirão de prestação de serviços nas áreas de saúde, educação, lazer e cultura.